# 河内長野市立川上小学校
河内長野市立川上小学校（かわちながのしりつかわかみしょうがっこう）は、大阪府河内長野市にある公立小学校。

## 沿革
- 1984年 - 開校
  - 清見台団地の開発による同地区の学童受け入れ、および、小規模校・老朽化した木造校舎・不充分な特別教室・狭い校庭などの問題点を抱えていた、河内長野市立楠郷小学校と河内長野市立錦川小学校の教育環境の改善を目的とし、両校を移転統合する形式で、清見台団地内に開設された。
  - 校名の由来は、開校当初の校区の範囲が、1954年に河内長野市に合併する前の川上村の村域と近似しているためである。
- 2008年 - 校区変更
  - 従来、河内長野市立三日市小学校の校区であった大師町、日東町を川上小学校の校区へ変更し、校区の範囲が拡大した。
  - また、従来から川上小学校の校区であった河合寺地区の児童の通学は、大師町、日東町を徒歩で縦断しての通学であり、実質飛地校区の状態であったが（地図上は川上小学校校区の他地域とつながっており、他の校区を経由せずに学校へ行ける道路もあるので、飛地ではないのだが、その道路は児童の通学には危険であるため、通学路としては使用できなかった）、この校区変更により実質飛地校区の状態が解消した。

## 交通
- 南海高野線　三日市町駅から南海バス清見台団地線「清見台回り（34系統）」または「清見台一丁目止（特34系統）」に乗車し、「川上小学校前」バス停下車すぐ。
- 南海高野線および近鉄長野線　河内長野駅から南海バス小深線「石見川行き（9系統）」「日東町経由　金剛山ロープウェイ前行き（11系統）」、小吹台団地線「小吹台行き（10系統）」のいずれかに乗車し、「清見台東口」バス停下車徒歩約3分。

旧・錦川小学校の校区にあたる鳩原・太井・小深・石見川在住の児童は、南海バスに乗車しての通学となっている。

## 楠郷小学校
河内長野市立楠郷小学校は、大阪府河内長野市にあった公立小学校。川上小学校への移転統合によって閉校した。校舎は、今の川上小学校から東へ約100mの距離の所に存在した。現在は、同所に石碑が立てられている。
- 1872年（明治5年）8月 - 学制発布。村域に学校は設置されず、河合寺村は古野村極楽寺郷学校へ、鬼住村は清見村郷学教授出張所へ、寺元村は鳩原村郷学教授出張所へ通学するようになる。
- 1874年（明治7年）
  - 6月 - 3ヶ村の協議により、鳩原村の河州第十一番小学校の支校の設置を決議し、願い立てが許可される。
  - 7月28日 - 寺元村氏神八坂神社拝殿を借用して、河州第十一番小学支校として開校する。当時は約9×5.5m（5間×3間）の部屋が用いられた。
  - 11月 - 願い立てにより、河州第百五十一番校に改称する。
- 1875年（明治8年）5月 - 第三大区第十六中学校区寺元小学校に改称する。
- 1880年（明治13年）1月 - 堺県管内錦部郡公立寺元小学校に改称する。
- 1883年（明治16年）7月23日 - 3ヶ村の中央に位置する鬼住村文葛野の芝崎忠太郎の所有地を借り受け、移転新築する。
- 1884年（明治17年）4月15日 - 鬼住小学校に改称する。
- 1887年（明治20年）4月 - 鬼住尋常小学校に改称し、尋常科4学年を設置する。中等科以上は上田高等小学校に進学する。
- 1908年（明治41年）4月6日 - 閉校時の敷地に改築移転し、南郷小学校に改称する。
- 1911年（明治44年）5月 - 西側に1棟を新築し、楠郷尋常小学校に改称する。
- 1916年（大正5年）4月1日 - 楠郷尋常小学校附設農業補習学校を開校する。
- 1924年（大正13年）4月1日 - 高等科を併設し、楠郷尋常高等小学校に改称する。
- 1935年（昭和10年）4月1日 - 農業補習学校を青年学校に改称し、錦川小学校に分教場を設置する。
- 1941年（昭和16年）4月1日 - 楠郷国民学校に改称する。
- 1947年（昭和22年）4月1日 - 新学制により、高等科を廃して長野町立楠郷小学校に改称する。
- 1948年（昭和23年）3日 - 1棟を新築し、教室、応接室、宿直室を設ける。
- 1952年（昭和27年）5月11日 - 校門北側の旧校舎を撤去し、教室、職員室を設けた校舎を新築する。
- 1954年（昭和29年）
  - 4月1日 - 市制実施により、河内長野市立楠郷小学校に改称する。
  - 5月25日 - 石垣上の校舎を撤去し、給食室、教室を移築する。校長室、教室、宿直室を新設する。
- 1957年（昭和32年）3月20日 - 楠郷小学校校歌を制定する。
- 1982年（昭和57年）9月21日 - 楠郷小学校移転統合対策協議会を結成する。
- 1984年（昭和59年）3月31日 - 河内長野市立川上小学校に移転統合する。

## 錦川小学校
河内長野市立錦川小学校は、大阪府河内長野市にあった公立小学校。川上小学校への移転統合によって閉校した。校舎は、錦川バス停から西へ約100mの所に存在した。現在は校門の門柱や、卒業制作の作品の一部が残っている。また、同所に石碑が立てられている。
- 1872年（明治5年）8月 - 鳩原村会所にて郷学校出張所として開校する。
- 1873年（明治6年）5月 - 郷学校出張所を母体に、河州第十一番小学校として錦部郡鳩原村の地蔵寺廃墟地に開校する。鳩原、鬼住、小深、寺元、太井、石見川村を校区とする。
- 1874年（明治7年）11月 - 河合寺、鬼住、寺元村を校区とする河州第十一番小学支校（後の楠郷小学校）を分離する。校区は鳩原、小深、太井、石見川村となる。
- 1875年（明治8年）5月 - 鳩原小学校に改称される。
- 1876年（明治9年） - 小深、石見川村を校区とする石見川小学校を分離する。校区は鳩原、太井村となる。
- 1887年（明治20年）4月 - 鳩原、石見川小学校がそれぞれ小学簡易科教場となる。
- （年次不明）1889年（明治22年）頃 - 石見川小学簡易科教場にかわって小深尋常小学校が開校する[3]。
- 1893年（明治26年） - 小学校令により簡易科教場は廃止となり、鳩原小学簡易科教場は鳩原尋常小学校となる。
- 1901年（明治34年）12月1日 - 鳩原尋常小学校と小深尋常小学校が合併し、川上村大字太井に錦川尋常小学校が開校する。名称はこの前年には「川上小学校」が新校名に用いることが決まっていたが、理由は不明ながらも改められて命名された。由来も不明であるが、旧郡名の錦部郡の「錦」と村名の川上村の「川」をとっての命名ではないかと推定されている[3]。
- 1902年（明治35年） - 修業年限2年の尋常小学校補習科を併設する。
- 1924年（大正13年）4月1日 - 高等科を併設し、錦川尋常高等小学校に改称する。
- 1935年（昭和10年）4月1日 - 楠郷青年学校の分教場が設置される。
- 1941年（昭和16年）4月1日 - 錦川国民学校に改称する。
- 1947年（昭和22年）4月1日 - 新学制により、高等科を廃して長野町立錦川小学校に改称する。
- 1954年（昭和29年）4月1日 - 市制実施により、河内長野市立錦川小学校に改称する。
- 1984年（昭和59年）3月31日 - 河内長野市立川上小学校に移転統合する。